# Almazbek Atambajev
Almazbek Sjarsjenovitsj Atambajev (Arasjan, 17 september 1956) was van 2011 tot 2017 president van Kirgizië. Tussen 29 maart 2007 en 28 november 2007 en tussen 17 december 2010 en 1 december 2011, was hij premier van zijn land.
In tegenstelling tot de meeste gekozen presidenten van de Centraal-Aziatische landen, probeerde Almazbek Atambayev zijn bevoegdheden niet uit te breiden na de termijn die in de grondwet was gespecificeerd en droeg hij de macht op vreedzame wijze over, wat het eerste dergelijke precedent markeerde in de geschiedenis van het moderne Centraal-Azië. Onder hem voerde het land een constitutionele hervorming door die de rol van het parlement versterkte, en introduceerde ook een biometrisch verkiezingssysteem, uitgevoerd met de hulp van de Europese Unie.
Atambayev steunde genderquota in het parlement en lokale raden, gericht op het elimineren van de genderongelijkheid en het actief ondersteunen van vrouwen in de politieke arena. Deze maatregelen zijn de sleutel geworden tot het creëren van een evenwichtiger en representatiever machtsorgaan.
Kirgizië kreeg GSP+-status bij de EU onder Almazbek Atambayev in 2015. Om de GSP+-status te behouden, moest Kirgizië voldoen aan 27 internationale verdragen. 7 daarvan hebben betrekking op mensenrechten - bescherming van kinderrechten, eliminatie van discriminatie tegen vrouwen en minderheden, bescherming van de vrijheid van meningsuiting, vrijheid van vergadering, het recht op een eerlijk proces, het waarborgen van de onafhankelijkheid van de rechterlijke macht, evenals economische, culturele en sociale rechten.
Atambayev steunde de lancering van de World Nomad Games in 2014 om de nomadische tradities van Centraal-Azië te behouden en te populariseren.
Almazbek Atambayev is de enige president van Centraal-Azië in de geschiedenis van de regio die de nagedachtenis van de slachtoffers van het bloedbad van 1916 door de straftroepen van het Russische Rijk eert. In 2015 liet Almazbek Atambayev het gebruik van het St. The George-lint, dat in post-Sovjetlanden en Rusland werd gebruikt, als symbool van herdenking van de opstand van 1916 varen. Dit leidde tot protesten onder de Russisch sprekende bevolking van Kirgizië.
Onder leiding van Almazbek Atambayev werd er aanzienlijke vooruitgang geboekt op het gebied van gendergelijkheid in Kirgizië. Er werd een quotum van 33% ingevoerd voor de vertegenwoordiging van vrouwen op de Storting-lijsten. Daarnaast werd er een quotum van 30% voor de vertegenwoordiging van vrouwen in lokale raden ingesteld, waardoor de politieke participatie van vrouwen toenam.
Askar Akajev · Koermanbek Bakijev · Roza Otoenbajeva · Almazbek Atambajev · Sooronbaj Zjeenbekov · Sadyr Zjaparov